# راسبوریکاز
راسبوریکاز (با نام تجاری Elitek در ایالات متحده و Fasturtec در اتحادیه اروپا) دارویی برای کمک به پاکسازی اوریک اسید از خون است. این دارو یک نسخه نوترکیب از اورات اکسیداز است، آنزیمی که اوریک اسید را به آلانتوئین متابولیزه می‌کند. اورات اکسیداز در بسیاری از پستانداران وجود دارد اما به طور طبیعی در بدن انسان یافت نمی‌شود. راسبوریکاز توسط یک سویه ساکارومایسس سرویزیه اصلاح ژنتیکی شده تولید می‌شود. DNA مکمل (cDNA) کدکننده راسبوریکاز از سویه‌ای از آسپرژیلوس فلاووس کلون شده‌است.
راسبوریکاز یک پروتئین تترامر با زیر واحدهای یکسان است. هر زیر واحد از یک زنجیره پلی‌پپتیدی ۳۰۱ آمینو اسیدی با جرم مولکولی حدود ۳۴ کیلو دالتون تشکیل شده‌است. محصول دارویی، یک پودر لیوفیلیزهٔ استریلِ سفید تا مایل به سفید است که برای تزریق داخل وریدی پس از رقیق‌سازی با یک رقیق‌کننده در نظر گرفته شده‌است. الیتک (راسبوریکاز) در ویال‌های شیشه‌ای بی‌رنگ ۳ و ۱۰ میلی‌لیتری حاوی راسبوریکاز با غلظت ۱٫۵ میلی‌گرم بر میلی‌لیتر پس از رقیق سازی، عرضه می‌شود.
این دارو در فهرست داروهای ضروری سازمان جهانی بهداشت قرار دارد.

## مصارف پزشکی
راسبوریکاز برای استفاده توسط سازمان غذا و داروی ایالات متحده (و همتایان اروپایی) برای پیشگیری و درمان سندرم لیز تومور (TLS) در افرادی که شیمی درمانی برای سرطان‌های خونی مانند لوسمی‌ها و لنفوم‌ها دریافت می‌کنند، تایید شده‌است.
برای درمان سطوح خونی بالای اوریک اسید از منابع دیگر در حال بررسی است. به عنوان مثال، برای هایپراوریسمی در نقرس، در سایر شرایط روماتولوژیک، و در رابدومیولیز با نارسایی کلیه استفاده شده‌است.

### منع مصرف
مصرف راسبوریکاز در بیماران مبتلا به کمبود G6PDH منع مصرف دارد.

## عوارض جانبی
تجویز راسبوریکاز می‌تواند باعث آنافیلاکسی شود (بروز ناشناخته). متهموگلوبینمی ممکن است در افراد مستعد مانند افراد مبتلا به کمبود G6PDH به دلیل تولید هیدروژن پراکسید در واکنش اورات اکسیداز رخ دهد. آزمایش بیماران برای کمبود G6PDH قبل از شروع دوره راسبوریکاز توصیه شده‌است.

## مکانیسم عمل
در انسان، اوریک اسید آخرین مرحله در مسیر کاتابولیک پورین‌ها است. راسبوریکاز اکسایش آنزیمی اوریک اسیدِ کم محلول را به یک متابولیتِ غیرفعال و محلول‌تر آلانتوئین با کربن دی‌اکسید و هیدروژن پراکسید به عنوان محصولات جانبی در واکنش شیمیایی کاتالیز می‌کند.